# Ganoderma
Ganoderma är ett släkte svampar med bland annat lacktickor och plattickor. 
Släktet är vedväxande, arterna är ettåriga eller fleråriga och oftast vidväxta, men en del är försedda med fot. Ett kännetecken för släktet är dess dubbelväggiga sporer. 
Den vanliga plattickan (G. applanatum), som främst växer på olika lövträd, är en av de allmännaste arterna i släktet. Plattickan kan angripas av svampflugan Agathomyia wankowczi, som orsakar små tornliknande gallbildningar på svampens poryta. 
En annan art i släktet är den sydliga plattickan (G. australe). I Sverige är den sällsynt och den förekommer bara i de sydligaste delarna av landet. Den sydliga plattickan har större sporer än den vanliga plattickan och en djupare rödbrun nyans på köttet. 
Lacktickan (G. lucidum) är ytterligare en art i släktet, den har en framträdande glansig rödaktig färg som gör att den till utseendet ser ut att vara lackad. Den växer främst på lövträd, men den kan även växa på barrträd. I Asien odlas den för att bland annat användas till te, då den inom traditionell kineskisk medicin ansetts ha egenskapen att främja ett långt liv och även tillskrivits viktminskande egenskaper. I den berömda kinesiska farmakopén Bencao gangmu av Li Shizhen (1578) kallas lacktickan för "odödlighetens växt" eller "själens växt". 
Övriga arter i släktet som förekommer i Sverige är hartsticka (G. pfeifferi), som främst växer på bok och den sällsynta eklacktickan (G. resinaceum), som främst växer på ek.